# Die Melodias
Die Melodias war eine deutsche Tanzkapelle der ersten Nachkriegsjahre.

## Geschichte
Die Tanzkapelle wirkte in der unmittelbaren Nachkriegszeit des Zweiten Weltkriegs und wurde gemeinschaftlich von dem Pianisten Hans Frieboes und dem Geiger Kurt Mehlig geleitet. Weitere Mitglieder des Ensembles waren Günter Goll (Klarinette und Tenorsaxophon), Helmuth Schmidt (Tenorsaxophon und Akkordeon),  Walter Rathke (Altsaxophon),  Paul Cornand (Gitarre),  Horst Friese (Bass) und Helmut Possner (Schlagzeug). Als „Die Melodias – Tanz-Orchester. Leitung: Mehlig-Frieboes“ machte die Formation ab 1947 Aufnahmen von deutschen und internationalen Schlagern für die Deutsche Grammophon Hannover auf deren Polydor-Etikett. 1948 begleiteten sie mit kleinem Orchester die Sängerin Mimi Thoma und 1950 den Zithervirtuosen Alfred Wirth. Ein „Tanzorchester ‚Die Melodias‘, Hannover“ spielte im April 1956 zum Tanzturnier um den Preis des Deutschen Fernsehens auf.

## Tondokumente (Auswahl)
Im Katalog des Musikarchivs der Deutschen Nationalbibliothek sind unter dem Stichwort „Hans Frieboes“ 15 Titel verzeichnet.
- 47 972 A (0177 ¾ KK) Amor, Amor. Beguine (Gabriel Ruiz) / B (0179 ½ KK) If you ever go to Ireland. English Valse (Geo Rassman), 1947
- 47 973 A (0178 ½ KK) La Cumparsita. Tango (M. Rodriguez) / B (0180 ½ KK) Destiny. Walzer (S. Baynes), 1947
- 47 974 A (0176 ½ KK) I'm gettin' sentimental over you, Slowfox (Ned Washington)[5] / B (0183 ½ KK) Fan it. Fox (Frankie Jaxon), 1947[6]
- Siemens-Polydor 47 975 A (R 181 ½ KK) A little on the lonely side, Fox (Frank Weldon) / 47 975 B (A 182 ½ KK) Tico-Tico No Fubá. Carioca (Zequinra Abreu), 1947[7]
- 48 110 A (0659 KK) Ich bin müde: Chanson (Friedrich Schröder – Fritz Beckmann) Mimi Thoma, am Flügel: Hans Frieboes. / B (0661 KK) Es könnte sein. Tangolied (G. Jussenhoven – Hans Jonen), 1948
- Philips P 41002 H (662 KK) Secht's Leut'ln, so war's anno Dreißig in Wien (Domanig – Rall [!] – Allmeder) / (665 KK) Draußen in Sievering blüht schon der Flieder (Joh. Strauss – H. Adler) Mimi Thoma mit kleinem Begleit-Ensemble, Leitung: Hans Frieboes, 1948
- 48 119 A (0663 KK) Ich will deine Kameradin sein (Robert Stolz – Walter Verch) 26.07.48 / B (0697 KK) Drei kleine Liebesworte. Lied und Tango (Alois Reich – Kaderka) Mimi Thoma, voc mit kl. Orchester Mehlig-Frieboes, 1948
- 48 152 A (0664 KK) Liebe war es nie, russischer Tango (Markus – Rotter)  Mimi Thoma, voc. mit kl. Orchester Mehlig-Frieboes 26.07.48 / B (0799 KK) Ein Chanson aus der Jahrhundertwende, Mimi Thoma, voc. mit Hans Frieboes, Klavier, 1948
- 48 172 A (1139 KK) Ganz allerliebst. Walzer (Waldteufel) / B (1140 KK) Herbstweisen. Walzer (Waldteufel), 1948[8]
- 48 173 A (1141 KK) The Flower Seller. Langsamer Walzer (Parker – Turner) / B (683 KK) Du warst wie Musik: langsamer Walzer (Reschke – Schulz), 1949
- 48 174 A (1143 KK) Music, Maestro, please, langsamer Foxtrot (H. Magidson) / B (1142 KK) Sieben auf einen Streich: Foxtrott (E. Lehn), 1949
- 48 286 A (1641-2 KK) Zither-Ballade (Harry Lime Thema) a. d. Film Der dritte Mann[9] / B (1640-2 KK) Stammcafé: Walzer (Café Mozart-waltz ) a. d. Film Der dritte Mann, Alfred Wirth, Zither, 1950[10]